# Казнене експедиције Вермахта у селима Жичког среза 1941. године
Казнене експедиције Вермахта у селима Жичког среза 1941. године обухватају низ злочина које су над становништвом села у околини Краљева извршиле трупе немачког Вермахта, као одмазду за заједничке акције припадника ЈВуО и припадника партизанског покрета, који су покушавали да ослободе Краљево.

## Окупација Краљева и избијање устанка
Окупација Краљева отпочела је 14. априла 1941. године, када су у град ушли припадници 60. моторизоване дивизије. Посадне дивизије стижу у град у јуну, након одласка оперативних трупа на Источни фронт. У Краљеву је тада стациониран штаб 749. пешадијског пука, под командом мајора Ота Деша, у саставу 717. пешадијске дивизије чије је седиште било у Нишу. Убрзо по почетку окупације почиње формирање одреда ЈВуО и партизана, који се нису мирили са поразом у Априлском рату. Јаче партизанске акције и саботаже крануле су у августу, након доласка Мирка Томића, инструктора Покрајинског комитета КПЈ за Србију. Партизанска група са Гоча је у ноћи 23/24. август напала железничке мостове на Ибру и Западној Морави, усмртивши при том два помоћна жандара. Због тога су Немци 28. августа ухапсили и стрељали Драгомира Вилотијевића из Врдила, који је био један од организатора партизанских група. Његов леш је, заједно са телом још једног човека који није учествовао у устанку, био обешен на главном тргу, на ком се налазила и пијаца, као упозорење становништву.

## Одмазде у Жичком срезу
Суочени са све чешћим партизанским нападима, Немци су започели одмазде у селима. Дана 8. септембра 1941. Немци су прошли кроз Лађевце, Обрву и Цветке и тада су стрељали шесторо људи, исто толико њих ухапсили и запалили су две куће. Два дана касније у Врби су стрељали Добрицу Милановића, чију су кућу запалили јер су у њој пронашли барут и пушку. Прве казнене мере су биле селективне, усмерене против конкретних појединаца. Међутим, како се устанак даље разбуктавао, немачки војници су почели да спроводе масовније одмазде.
У јесен 1941. године започели су заједнички напади припадника ЈВуО и партизанског покрета на Краљево, координисани из заједничког штаба у селу Дракчићи. Након ослобођења Чачка 1. октобра 1941. године био је формиран Оперативни штаб за руковођење борбама у Краљеву. Штаб је 5. октобра донео одлуку о упућивању партизанских и четничких јединица ка Краљеву, које су положаје око града почеле да заузимају три дана касније. Као једна од немачких противмера, започела су масовна хапшења становништва околних села, који су узимани као таоци за стрељање. Њихова имовина је такође била пљачкана. Немци су на овај начин поступали са цивилима јер су сматрали да они одржавају везе са устаницима, па их је због тога потребно казнити. Током казнених експедиција Немци су користилии авијацију, односно ескадрилу штука повучених са Источног фронта. Међу жртвама Немачке авијације су били и Милорад Милорадовић, који је имао 15 година и Борика Томић, стара 60 година, из Конарева.
Током октобра 1941. године највише су страдала села дуж путних праваца који су повезивали Краљево са околним насељима. Становништво је убијано без обзира на године, а куће су спаљиване. Спаљена је и основна школа у Врби, са све књига које су се у њој налазиле. До почетка децембра на подручју села Конарева, Чибуковца и Прогорелице убијено је 26 цивила, од којих пет жена. По броју жртава најбруталнија је била казнена експедиција спроведена 7. и 8. октобра су селима Сирча, Печеног и Витановац. Повод је био напад на немачку стражу на мосту Камиџора два дана раније. Убијено је више породица, а њихова имовина је била запаљена. Другог дана рације, 12 становника Печенога је било доведено у Витановац и стрељано, пре него што је започела рација и у овом селу. Према немачким извештајима, само у Витановцу је током ове рације било стрељано 70 људи, а 33 жене и 23 детета предати су на саслушање команди у Краљеву.
Дана 10. октобра 1941. године шест немачких бомбардера је гађало Манастир Жичу, при чему је манастир претрпео велика оштећења. Повод за бомбардовање је био јак отпор на који су Немци наишли дан раније, када су покушали да продру до складишта бомби у Матаругама, како би га дигли у ваздух пре него што га заузму устаници. Немачке трупе су ово складиште заузеле 11. октобра, а приликом проласка њихових трупа из Краљева до Матаруга, поново су извршени злочини над цивилима. Један пример је страдање породице Миловић:
Већина мештана села Ковача налазила се у збегу у планини, али било је и оних који су остали. Једна од њих била је Стана Миловић, мајка петоро деце од којих је најстарија Мирослава имала 13 година, а најмлађи Драган 13 месеци. Становали су, као избеглице, код Љуба Поповића, земљорадника из Ковача. Станин муж Видак, радник Фабрике авиона, био је ухапшен заједно са својим колегама 4. октобра. Када су Немци ушли у домаћинство Поповића, затекли су у кући Стану и децу и наредили им да изађу у двориште. Мирослава је држала млађег брата Душка, када је један немачки војник истргао дечака из сестриног загрљаја и бацио га на земљу. Стана је са бебом Драганом у наручју кренула да заштити Душка. Тада су Немци запуцали из аутомата. Када су се Немци повукли, а устаници и неки мештани вратили у Коваче, затекли су у дворишту Поповића страшан призор: тела мртве Стане и њене деце Мирославе, Душка и Дарка. Осмогодишња кћи Нада, рањена у ногу, након повлачења Немаца узела је најмлађег брата Драгана, који је такође био рањен - откинута су му три прста на руци - и са њим се сакрила међу кукурузе. Стана и деца су сахрањени иза куће Љуба Поповића. Видак Миловић је стрељан са осталим таоцима у кругу Фабрике вагона.— Мирјана Савић, Немања Трифуновић, Казнене експедиције Вермахта у селима жичког среза 1941. године, Лесковачки зборник 61, стр. 260.
Одмазде у селима настављене су и након завршетка масовних стрељања у Краљеву (15-20. октобра 1941. године). Највише су током рација у селима страдали старији људи, којима је био превелики напор да се са осталим сељанима сакрију у збегове. У једној од ових казнених експедиција, која је спроведена 30. октобра у Сирчи и Опланићима било је најмање 80 мртвих и спаљене су све куће.
Почетком новембра 1941. године прекинута је блокада Краљева. Немци су наставили да повремено излазе из града и спроводе рације у околним селима. 113. пешадијска дивизија је пристигла са Источног фронта, како би угушила устанак у сливу Западне Мораве. Пролазећи од Краљева према Чачку, припадници ове дивизије су у селу Самаила 28. новембра убили неколико мештана. У Лађевцима су Немци 6. децембра убили Игрутина М. Аксентијевића јер су му током претресања куће пронашли пушку. Два дана касније, немачки војници стрељали су Радомира Јовановића, старог свега 19 година, у Чибуковцу. Мирослав Николић из Сирче, стрељан 13. децембра у свом родном селу последња је позната жртва ових крвавих рација по селима око Краљева.
Немачке рације престале су током децембра 1941. године, након повлачења партизана и престанка борби у околини Краљева. Становништво се током тог месеца почело враћати из збегова, али чекала их је обнова порушених домова и припрема за предстојећу зиму, која је била врло оштра и пуна снега.

## Жртве
Рације немачке војске у селима у околини Краљева трајале су током јесени, све до децембра 1941. године. Последице ових казнених експедиција биле су: страдање цивилног становништва, опљачкана и попаљена домаћинства, уништена летина и десеткован сточни фонд. До сада су евидентиране 264 жртве, које су страдале од 11. августа до 13. децембра 1941. године у селима у околини Краљева. За 25 убијених није позната година рођења, а за једну жртву место рођења. Међу убијенима било је 45 особа женског пола што чини 17,1%, од укупног броја жртава. Чак 15 деце стрељано је у дворишту, страдало од авионских бомби или су живи спаљени у кући. Немачка војска је убила 104 мушкараца и жена старијих од 50 година, што износи 39% од укупног броја. Најмлађа жртва било је новорођенче, старо један дан, док су две најстарије жртве, Велика Мијаиловић и Вемија Трифуновић, имале по 95 година.

## Рефренце
1. ↑  Савић, Мирјана; Трифуновић, Немања (2021). „Казнене експедиције Вермахта у селима жичког среза 1941. године”. Лесковачки зборник. 61: 250—252.
2. ↑  Савић, Мирјана; Трифуновић, Немања (2022). Рације: казнене експедиције Вермахта у селима жичког среза 1941. године. Краљево: Народни музеј Краљево. стр. 14; 16—17. ISBN 978-86-81578-13-1.
3. ↑  Савић, Мирјана; Трифуновић, Немања (2021). „Казнене експедиције Вермахта у селима жичког среза 1941. године”. Лесковачки зборник. 61: 253—254.
4. ↑  Савић, Мирјана; Трифуновић, Немања (2022). Рације: казнене експедиције Вермахта у селима жичког среза 1941. године. Краљево: Народни музеј Краљево. стр. 18—20. ISBN 978-86-81578-13-1.
5. ↑  Савић, Мирјана; Трифуновић, Немања (2021). „Казнене експедиције Вермахта у селима жичког среза 1941. године”. Лесковачки зборник. 61: 255—256.
6. ↑  Савић, Мирјана; Трифуновић, Немања (2022). Рације: казнене експедиције Вермахта у селима жичког среза 1941. године. Краљево: Народни музеј Краљево. стр. 23—25. ISBN 978-86-81578-13-1.
7. ↑  Савић, Мирјана; Трифуновић, Немања (2022). Рације: казнене експедиције Вермахта у селима жичког среза 1941. године. Краљево: Народни музеј Краљево. стр. 28; 31. ISBN 978-86-81578-13-1.
8. ↑  Савић, Мирјана; Трифуновић, Немања (2021). „Казнене експедиције Вермахта у селима жичког среза 1941. године”. Лесковачки зборник. 61: 257—259.
9. ↑  Савић, Мирјана; Трифуновић, Немања (2022). Рације: казнене експедиције Вермахта у селима жичког среза 1941. године. Краљево: Народни музеј Краљево. стр. 36. ISBN 978-86-81578-13-1.
10. ↑  Савић, Мирјана; Трифуновић, Немања (2022). Рације: казнене експедиције Вермахта у селима жичког среза 1941. године. Краљево: Народни музеј Краљево. стр. 38. ISBN 978-86-81578-13-1.
11. ↑  Савић, Мирјана; Трифуновић, Немања (2021). „Казнене експедиције Вермахта у селима жичког среза 1941. године”. Лесковачки зборник. 61: 261.
12. ↑  Савић, Мирјана; Трифуновић, Немања (2021). „Казнене експедиције Вермахта у селима жичког среза 1941. године”. Лесковачки зборник. 61: 262—263.
13. 1 2  Савић, Мирјана; Трифуновић, Немања (2022). Рације: казнене експедиције Вермахта у селима жичког среза 1941. године. Краљево: Народни музеј Краљево. стр. 47. ISBN 978-86-81578-13-1.
14. ↑  Савић, Мирјана; Трифуновић, Немања (2021). „Казнене експедиције Вермахта у селима жичког среза 1941. године”. Лесковачки зборник. 61: 263.
15. ↑  Савић, Мирјана; Трифуновић, Немања (2022). Рације: казнене експедиције Вермахта у селима жичког среза 1941. године. Краљево: Народни музеј Краљево. стр. 55. ISBN 978-86-81578-13-1.